# Pardosa lycosinella
Pardosa lycosinella là một loài nhện trong họ Lycosidae.
Loài này thuộc chi Pardosa. Pardosa lycosinella được George Newbold Lawrence miêu tả năm 1927.